# Matawinie
Pour les articles homonymes, voir Matawin.
La Matawinie (API: /matawini/) est une municipalité régionale de comté (MRC) du Québec (Canada) dans la région de Lanaudière. Son chef-lieu est Rawdon. Cette municipalité régionale de comté prend les deux tiers de la région de Lanaudière.

## Géographie

### Géographie physique
Situé dans la chaine des Laurentides, son territoire est baigné par le bassin de la rivière L'Assomption et par celui du Saint-Maurice par la rivière Matawin qui en est le principal affluent.

### Géographie humaine
La Matawinie comprend 15 municipalités ainsi que 12 territoires non organisés. La réserve indienne de Manawan se trouve également sur son territoire, mais n'en fait pas juridiquement partie.

#### Entités territoriales
| Nom                          | Statut                   | Population 2021 | Superficie (km2) | Densité (h/km2) | Ref. |
| ---------------------------- | ------------------------ | --------------- | ---------------- | --------------- | ---- |
| Baie-Atibenne                | Territoire non organisé  | 0               | 535,62           | 0               |      |
| Baie-de-la-Bouteille         | Territoire non organisé  | 10              | 1 937,85         | 0,01            |      |
| Baie-Obaoca                  | Territoire non organisé  | 0               | 1 280,78         | 0               |      |
| Chertsey                     | Municipalité             | 5 295           | 288,43           | 18,36           |      |
| Entrelacs                    | Municipalité             | 1 054           | 49,05            | 21,49           |      |
| Lac-Cabasta                  | Territoire non organisé  | 0               | 5,87             | 0               |      |
| Lac-des-Dix-Milles           | Territoire non organisé  | 0               | 226,67           | 0               |      |
| Lac-Devenyns                 | Territoire non organisé  | 5               | 101,64           | 0,05            |      |
| Lac-du-Taureau               | Territoire non organisé  | 0               | 5,97             | 0               |      |
| Lac-Legendre                 | Territoire non organisé  | 0               | 705,12           | 0               |      |
| Lac-Matawin                  | Territoire non organisé  | 10              | 768,07           | 0,01            |      |
| Lac-Minaki                   | Territoire non organisé  | 0               | 82,07            | 0               |      |
| Lac-Santé                    | Territoire non organisé  | 0               | 12,41            | 0               |      |
| Manawan                      | Réserve indienne         | 2 000           | 7,97             | 250,94          |      |
| Notre-Dame-de-la-Merci       | Municipalité             | 1 097           | 249,92           | 4,39            |      |
| Rawdon                       | Municipalité             | 11 719          | 186,27           | 62,91           |      |
| Saint-Alphonse-Rodriguez     | Municipalité             | 3 339           | 97,78            | 34,15           |      |
| Saint-Côme                   | Municipalité             | 2 583           | 165,18           | 15,64           |      |
| Saint-Damien                 | Municipalité de paroisse | 2 393           | 255,87           | 9,35            |      |
| Saint-Donat                  | Municipalité             | 4 561           | 352,33           | 12,95           |      |
| Sainte-Émélie-de-l'Énergie   | Municipalité             | 1 741           | 156,2            | 11,15           |      |
| Saint-Félix-de-Valois        | Municipalité             | 6 975           | 89,8             | 77,67           |      |
| Saint-Guillaume-Nord         | Territoire non organisé  | 102             | 760,04           | 0,13            |      |
| Saint-Jean-de-Matha          | Municipalité             | 4 838           | 109,36           | 44,24           |      |
| Saint-Michel-des-Saints      | Municipalité             | 2 496           | 568              | 4,39            |      |
| Saint-Zénon                  | Municipalité             | 1 317           | 492,2            | 2,68            |      |
| Sainte-Béatrix               | Municipalité             | 2 170           | 83,85            | 25,88           |      |
| Sainte-Marcelline-de-Kildare | Municipalité             | 1 795           | 36,3             | 49,45           |      |
| Total                        | Total                    | 55 500          | 9 528,17         | 5,82            |      |

## Démographie
| 1986   | 1991   | 1996   | 2001   | 2006   | 2011   | 2016   | 2021   |
| ------ | ------ | ------ | ------ | ------ | ------ | ------ | ------ |
| 31 143 | 35 881 | 41 322 | 43 177 | 49 717 | 49 516 | 50 435 | 55 500 |

## Toponymie
La rivière Matawin, important sous-bassin versant de la rivière Saint-Maurice, lui vaut son nom. L'abbé Théophile-Stanislas Provost, colonisateur de la région dans les années 1860, l'appelle Mantawa ou Mantavaisie. Avant 1908 la graphie est Mattavinie.

## Histoire
La Mantavaisie, le grand Nord des années 1860, devient officiellement la MRC de la Matawinie en 1982.

## Lacs
- Liste des lacs du bassin versant de la rivière l'Assomption

## Éducation
- Commission scolaire des Laurentides
- Commission scolaire des Samares